# Edifici administratiu del Govern d'Andorra
L'Edifici administratiu del Govern d'Andorra, popularment anomenat Búnquer, és la seu del Govern d'Andorra i de diversos serveis del govern del Principat d'Andorra. Està situat al carrer Prat de la Creu d'Andorra la Vella i al terrat s'hi troba la Plaça del Poble. És obra de l'arquitecte sarralenc Josep Puig Torné.
Fins a l'any 1991 la sala d'exposicions del Govern es trobava al primer pis.